# Ismail Raszid Ismail
 Ismail Raszid Ismail (ur. 27 października 1972) – emiracki piłkarz występujący podczas kariery na pozycji obrońcy.

## Kariera klubowa
Podczas piłkarskiej kariery Ismail występował w Al-Wasl Dubaj. Z Al-Wasl dwukrotnie zdobył Mistrzostwo Zjednoczonych Emiratów Arabskich w 1992 i 1997 i Puchar Emira w 1997.

## Kariera reprezentacyjna
Ismail występował w reprezentacji ZEA w latach 1992–2000. W 1992 uczestniczył w Pucharze Azji. Na turnieju wystąpił w dwóch meczach z Arabią Saudyjską i Chinami. W 1993 roku uczestniczył w eliminacjach do Mistrzostw Świata 1994.
W 1996 uczestniczył w Pucharze Azji, który był rozgrywany na stadionach w Zjednoczonych Emiratach Arabskich. Reprezentacja ZEA zajęła na tym turnieju drugie miejsce. Na turnieju wystąpił we wszystkich sześciu meczach z Koreą Południową, Kuwejtem, Indonezją, Irakiem, ponownie Kuwejtem i Arabią Saudyjską.
W 1997 roku uczestniczył w eliminacjach do Mistrzostw Świata 1998 oraz w Pucharze Konfederacji. Na tej ostatniej imprezie wystąpił we wszystkich trzech meczach ZEA z Urugwajem, RPA i Czechami.